# Peru nos Jogos Paralímpicos
O Peru participou pela primeira vez dos Jogos Paralímpicos em 1972. O país já conquistou 3 medalhas de ouro, 1 de prata e 2 de bronze. Por outro lado, o país nunca participou de uma edição dos Jogos Paralímpicos de Inverno.